# Achaearanea triangula
Achaearanea triangula är en spindelart som beskrevs av Yoshida 1993. Achaearanea triangula ingår i släktet Achaearanea och familjen klotspindlar. Inga underarter finns listade i Catalogue of Life.